# Caxito
Caxito – miasto w Angoli, w prowincji Bengo, w hrabstwie Dendo; ok. 28,2 tys. mieszkańców (2017). Przemysł spożywczy. Główny ośrodek produkcji bananów w Angoli. 
Przez miasto przebiega linia kolejowa. 
Jedyne miasto na froncie północnym odwiedzone przez Ryszarda Kapuścińskiego podczas wojny domowej w Angoli, opisane w książce Jeszcze dzień życia.